# Горни-Присьян
Горни-Присьян (серб. Горњи Присјан) — населённый пункт в общине Власотинце Ябланичского округа Сербии.

## Климат
Климат характеризуется как умеренный морской с тёплым летом и равномерным увлажнением в течение года (Cfb в классификации климатов Кёппена). Среднегодовая температура воздуха составляет 10,3 °C. Средняя температура самого холодного месяца (января) составляет −0,5 °С, самого жаркого месяца (июля) — 19,8 °С. Расчётная многолетняя норма атмосферных осадков — 587 мм. Наибольшее количество осадков выпадает в мае (68 мм).

## Население
Согласно переписи населения 2002 года, в селе проживало 270 человек (268 сербов, 1 цыган и 1 человек национальность которого не была установлена).
| Численность населения | Численность населения | Численность населения | Численность населения | Численность населения | Численность населения | Численность населения | Численность населения |
| 1948                  | 1953                  | 1961                  | 1971                  | 1981                  | 1991                  | 2002                  | 2011                  |
| --------------------- | --------------------- | --------------------- | --------------------- | --------------------- | --------------------- | --------------------- | --------------------- |
| 942                   | 923                   | 840                   | 722                   | 561                   | 404                   | 270                   | 163                   |

## Религия
Согласно церковно-административному делению Сербской православной церкви, село относится к Запланьскому приходу Второго нишского архиерейского наместничества Нишской епархии.